# Agression sexuelle contre les personnes LGBT
Pour des articles plus généraux, voir Agression sexuelle et Violence contre la communauté LGBT.
Une agression sexuelle contre les personnes LGBT est une violence sexuelle commise contre des personnes LGBT. Même si les agressions sexuelles et les violences entre personnes peuvent se produire dans n'importe quel type de relation, les minorités sexuelles les subissent à des taux égaux ou supérieurs à ceux de leurs homologues hétérosexuels.

## Périmètre
Il existe plusieurs définitions du concept d'agression sexuelle. D'après le département d'État des États-Unis, une agression sexuelle est « un acte sexuel non consenti interdit soit par les lois de l'État, soit au niveau fédéral, soit dans les réglementations de la tribu, y compris quand la victime n'est pas en capacité de formuler un consentement ». La communauté LGBT désigne les personnes qui se reconnaissent lesbiennes, gay, bisexuelles ou trans.

## Formes de violence

### Viols homophobes dits «correctifs»
L'expression de « viol correctif », ou « viol homophobe », désigne une pratique criminelle qui s'est répandue en Afrique du Sud où des personnes LGBT, principalement des lesbiennes sont violées dans le but de prétendre les « guérir » de leur homosexualité et de changer leur orientation sexuelle.
Le terme « viol correctif », vient de l'anglais : corrective rape. Il a été utilisé au début des années 2000 par des organisations de défense des droits humains, pour décrire les viols commis en Afrique du Sud contre les lesbiennes. Une attaque notable a eu lieu en 2008, lorsque Eudy Simelane, membre de l'équipe d'Afrique du Sud féminine de football, et militante des droits des personnes LGBT, a subi un viol collectif puis a été assassinée à KwaThema (Gauteng),. Le viol correctif  n'est pas limité à l'Afrique du Sud : des cas ont par exemple été signalés au Zimbabwe, en Ouganda et en Inde.
En 2019, le Guide de terminologie de l'ONUSIDA déconseille l'expression « viol correctif », car elle « donne à entendre qu’il faut corriger un comportement ou une orientation sexuels "déviants" ». Le guide recommande d'y substituer l'expression « viol homophobe ».
La lutte contre cette pratique est rendue plus difficile dans un contexte où certains chefs politiques ont tendance à assimiler identité LGBT et culture européenne.

## Prévalence
D'après une étude de 2010 sur la violence sexuelle dans le couple, disponible sur le site des Centers for Disease Control and Prevention, aux États-Unis :
- Parmi les lesbiennes, 44 % ont subi un viol, des violences physiques ou du stalking de la part d'un partenaire au cours de leur vie ;
- Parmi les gays, 26 % ont subi un viol, des violences physiques ou du stalking de la part d'un partenaire au cours de leur vie ;
- Parmi les femmes bisexuelles, 61 % ont subi un viol, des violences physiques ou du stalking de la part d'un partenaire au cours de leur vie ;
- Parmi les hommes bisexuels, 47 % ont subi un viol, des violences physiques ou du stalking de la part d'un partenaire au cours de leur vie.

Les femmes bisexuelles sont particulièrement vulnérables : 46 % ont subi un viol, taux ramené à 13 % chez les lesbiennes et 17 % chez les hétérosexuelles. Chez les hommes, les violences sexuelles (hors viol) frappent 47 % des bisexuels, 40 % des gays et 21 % des hétérosexuels.

## Facteurs de vulnérabilité à la violence conjugale auprès des personnes LGBT
Les personnes LGBT présentent plusieurs facteurs de vulnérabilité à la violence conjugale. Bien que cette liste ne soit pas exhaustive, voici quelques-uns de ces facteurs à prendre en compte :

### Isolement
Les personnes LGBT font souvent face à l'isolement social, car elles perdent le soutien familial et n'ont pas un réseau étendu de relations pour les soutenir. Cet isolement est souvent renforcé par la persistance de préjugés homophobes dans la société,.

### Pressions sociale
La réaction des personnes LGBT peut compliquer la recherche d'aide pour les victimes de violence conjugaleafin de préserver une image positive de la communauté. Des pressions peuvent être exercées sur les victimes pour qu'elles gardent le silence sur les violences subies, ce qui contribue à renforcer le pouvoir de leurs agresseurs tout en isolant davantage les victimes.

### Préjugés hétérosexistes et homophobes dans la population
La peur des préjugés hétérosexistes et homophobes, tant dans la société que dans les institutions, rend difficile la révélation de la violence conjugale vécue par les personnes LGBT. Dénoncer ces actes implique inévitablement de mettre en avant leur orientation ou leur identité sexuelle. Les agresseurs peuvent en profiter pour exercer un contrôle et une domination sur leur victime. Ce phénomène, connu sous le nom de "contrôle hétérosexiste", peut prendre différentes formes, telles que la menace de révéler publiquement et à l'entourage l'orientation sexuelle de la victime contre son gré (« outing »), ainsi que la menace de lui faire perdre la garde de ses enfants,.

### Présence de la maladie (VIH/Sida)
La séropositivité d'une victime (gay ou bisexuelle) au VIH/Sida peut renforcer sa dépendance envers son partenaire, ce qui engendre une dynamique de domination au sein du couple avec des formes de violence spécifiques à ce contexte. Par exemple, l'agresseur peut menacer de révéler sa séropositivité à d'autres personnes, lui refuser l'accès aux soins médicaux, refuser de supporter les coûts liés à la médication ou encore blâmer la personne pour sa séropositivité,.

### Homophobie intériorisée
Pour de nombreuses raisons, telles que les convictions morales et religieuses, les personnes LGBT peuvent ressentir un sentiment de honte vis-à-vis de leur orientation sexuelle, ce qui les amènent à dissimuler leur relation et de ce fait, la violence qui peut s'y installer.

### Ressources insuffisantes et services inadéquats
Les ressources de soutien en matière de violence conjugale sont souvent inadaptées aux besoins spécifiques des personnes LGBT, étant principalement conçues pour les personnes hétérosexuelles. Des attitudes homophobes de certains intervenants et de la police peuvent également être rapportées. En conséquence, il y a un manque de détection de la violence conjugale chez les personnes LGBT et la crédibilité des victimes est souvent remise en question.
Les services spécialisés pour les femmes lesbiennes auteures de violence et les hommes gais et bisexuels victimes de violence conjugale sont rares, ce qui laisse les services privés et les réseaux de soutien social informels comme principales ressources disponibles.